# Freeter
Al Japó, un freeter (フリーター, furītā) és una persona d'entre 15 i 34 anys que està a l'atur, treballa en precari o no té una ocupació remunerada a temps complet. El terme exclou mestresses de casa i estudiants.
Els freeters no comencen cap carrera després de l'escola secundària o la universitat, sinó que guanyen diners amb feines mal pagades.
Es creu que la paraula freeter o freeta és un acrònim de la paraula anglesa free (o potser freelance) i la paraula alemanya Arbeiter ("obrer"). Arubaito és un préstec japonès d'Arbeiter, i potser d' Arbeit ("treball"). Com que l'alemany (juntament amb l'anglès) s'utilitzava a les universitats japoneses abans de la Segona Guerra Mundial, especialment per a la ciència i la medicina, l'arubaito es va fer habitual entre els estudiants per descriure el treball a temps parcial per als estudiants universitaris.
Aquest terme va ser encunyat el 1987 per Michishita Hiroshi, editor a temps parcial de la revista From A, i es va utilitzar per descriure als treballadors externs que feien menys hores, cobraven per hora en lloc de comptar amb una mensualitat fixa com els treballadors habituals a temps complet i no rebien cap dels beneficis d'un treballador regualr a temps complet (paga de vacances, paga per malaltia, paga extra o permís retribuït).
El significat del terme va canviar les connotacions de positiu a negatiu després de l'esclat de la bombolla dels preus dels actius japonesos que va provocar una recessió a la dècada de 1990. Abans, durant la dècada de 1980, el terme s'havia vist amb una perspectiva positiva, que significava la llibertat d'explorar altres opcions alternatives d'ocupació quan l'economia del Japó era pròspera i farcida d'oportunitats laborals. A les dècades de 1990 i 2000, el terme va canviar cap a una connotació negativa i els Freeters es van passar a veure com un llastre per a la societat.

## Història
L'augment de Freeters a les dècades de 1990 i 2000 s'associa amb els canvis ràpids que ha sofert la nació des de l'esclat de la bombolla econòmica a principis dels noranta i la creixent neoliberalització de l'economia. La recessió de gairebé dues dècades va instar les empreses a canviar les seves polítiques de força de treball per mantenir-se competitives al mercat global. Les empreses deixar d'oferir contractes indefinits, van revocar les bonificacions dels empleats, van incentivar els empleats sèniors a jubilar-se i van apostar per una forta política de contractació temporal per tal d'obtenir més flexibilitat i estalviar en despeses de personal, generant plantilles que tenien més d'un terç del personal amb contractes temporals.
La relaxació de les lleis laborals protectores i la desregulació de les pràctiques de contractació l'any 1998 van permetre a les empreses contractar un nombre més gran de treballadors flexibles durant períodes més llargs.
L'augment de les escoles secundàries privades està provocant que un nombre més baix d'estudiants de les escoles públiques s'inscriguin a les universitats d'elit, donant lloc a més demanda de treball a temps parcial, ja que el treball a temps complet està cada cop menys disponible per als graduats de les escoles públiques.
Al voltant del 10% dels graduats de secundària i universitat no van poder trobar feina estable a la primavera del 2000, i un 50% dels que van poder trobar una feina la van abandonar al cap de tres anys. La situació laboral és pitjor per als freeters més joves.
Del 2000 al 2009, el nombre de freeters va augmentar ràpidament. El 1982 es calcula que hi havia 0,5 milions de freeters al Japó, 0,8 milions el 1987, 1,01 milions el 1992 i 1,5 milions el 1997. La xifra per al 2001 és de 4,17 milions de lliures segons una estimació, i 2 milions el 2002 segons una altra estimació.
Molts japonesos es preocupen per l'impacte futur dels freeters a la societat. En cas que no estiguin desocupats, els freeters sovint treballen a botigues de conveniència, supermercats, establiments de menjar ràpid, restaurants i altres llocs de treball mal remunerats. Segons una enquesta de l'Institut del Treball del Japó l'any 2000, el freeter mitjà treballa 4,9 dies a la setmana i guanya 139.000 ¥ al mes (aproximadament 1.300 dòlars EUA). Dos terços dels freeters no han tingut mai una feina regular i a temps complet.
L'auge del negoci d'Internet ha permès que alguns freeters treballin des de casa i siguin autònoms. Alguns experts prediuen que l'envelliment de la població japonesa crearà una escassetat de mà d'obra que augmentarà les opcions de carrera per als freeters.

## Causes
L'Institut del Treball del Japó classifica els freeters en tres grups: el "tipus moratori" que vol esperar abans de començar una carrera, el "tipus perseguidor de somnis" i el "tipus sense alternativa ".
- El tipus de freeter "moratori" vol gaudir de la vida i decideix deliberadament no incorporar-se al mercat laboral japonès .
- El tipus "perseguidor de somnis" té expectatives específiques totalment incompatibles amb una carrera japonesa estàndard.
- El tipus "sense alternativa" no han pogut trobar una feina decent abans de la graduació de secundària o universitària en el sistema japonès anomenat "reclutament simultani de nous graduats" (新卒一括採用, Shinsotsu-Ikkatsu-Saiyō), un model específic de la societat japonesa. Els que han quedat exclosos del Shinsotsu-Ikkatsu-Saiyō es veuen obligats a acceptar feines irregulars mal pagades. Això sol tenir a veure amb l'abandonament prematur d'instituts educatius. Els que han abandonat l'institut tenen pitjors perspectives.

## Efectes

### Dificultats d'emancipació
Molts freeters viuen gratuïtament amb els seus pares, i alguns mitjans de comunicació els han titllat de "solters paràsits". Els pares al Japó normalment no obliguen els seus fills a marxar. Un cop morin, els fills hauran de pagar ells mateixos l'habitatge. Encara que heretin la casa o l'apartament, hauran d'assumir les despeses de propietat.
L'habitatge japonès és compacte i massa petit per a dues famílies. Si els freeters volen casar-se, han de trobar el seu propi habitatge, normalment assumint-ne les despeses.
Les dones tenen menys incentius econòmics per casar-se (com ara augments de sou) que els homes, i les dones són considerades tradicionalment com les cuidadores dels membres més grans de la família, cosa que és cada cop més difícil a causa del nombre creixent de gent gran. Si les dones es casen, la càrrega es duplica, ja que han de tenir cura dels seus pares, els pares del cònjuge, el marit i els fills potencials. Aquests problemes de voler treballar per guanyar diners i no casar-se han portat a l'estigma de no només ser solteres paràsites, sinó també de "no femenines".
El treball i el matrimoni es veuen com els dos principals identificadors de l'edat adulta i són els ideals normatius de la masculinitat. Els homes han de lluitar contra les pressions i expectatives propies del salaryman, també conegut com a "guerrer corporatiu", la feina ideal idolatrada per als homes durant el creixement econòmic dels anys 60, associat a la reconstrucció de la seva nació i economia després de la Segona Guerra Mundial. El discurs hegemònic masculí dominant dels anys 60 i posteriors de l'home ideal que es sacrifica per la feina i el guanyador del pa de la família ha provocat l'estigmatització dels feeters masculins, que són vistos menys masculins i tenen més dificultats amb les relacions, el matrimoni i, finalment, trobar feina a temps complet. Molts homes han vist als seus pares ocupant llocs de salaryman i no volen complir aquest paper perquè volen passar més temps amb la família i centrar-se en les seves aficions.

### Dificultats per començar una carrera
Començar una carrera es fa més difícil com més temps es romangui freeter, ja que les empreses japoneses prefereixen contractar nous treballadors acabats de sortir de l'institut o la universitat. Tot i que la situació laboral està canviant, les grans empreses tradicionals encara veuen un nou empleat com una inversió de tota la vida. Prefereixen contractar una persona jove que ofereixi un període de servei més llarg i que serà més fàcil de modelar.
Sovint, l'única opció que queda per als freeters és continuar treballant en feines a temps parcial de baixos ingressos, cosa que dificulta establir la seva pròpia llar. Alguns s'uneixen als molts sense sostre del Japó.

### Assegurança de salut i pensions
Els treballs a temps parcial normalment no inclouen cap benefici de salut o jubilació. Els baixos ingressos dels freeters fan que el pagament de les despeses mèdiques sigui onerós.
El problema més gran dels freeters és que el sistema de pensions japonès es basa en el nombre d'anys que una persona ha pagat al sistema. El freeter acostuma a tenir poca o cap assegurança de pensió o estalvi, cosa que pot obligar-lo a treballar més enllà de l'edat habitual de jubilació.
El Japó s'enfronta al problema de l'envelliment de la població. El sistema de pensions estarà sotmès a una tensió creixent a mesura que augmenta la proporció de pensionistes i treballadors.

### Llibertat d'elecció
L'avantatge de ser freeter és que un té més llibertat d'elecció i més temps per a les aficions, el voluntariat i el servei comunitari. Si viuen amb els seus pares, poden gastar tots els seus ingressos en ells mateixos.

### Efecte en la societat japonesa

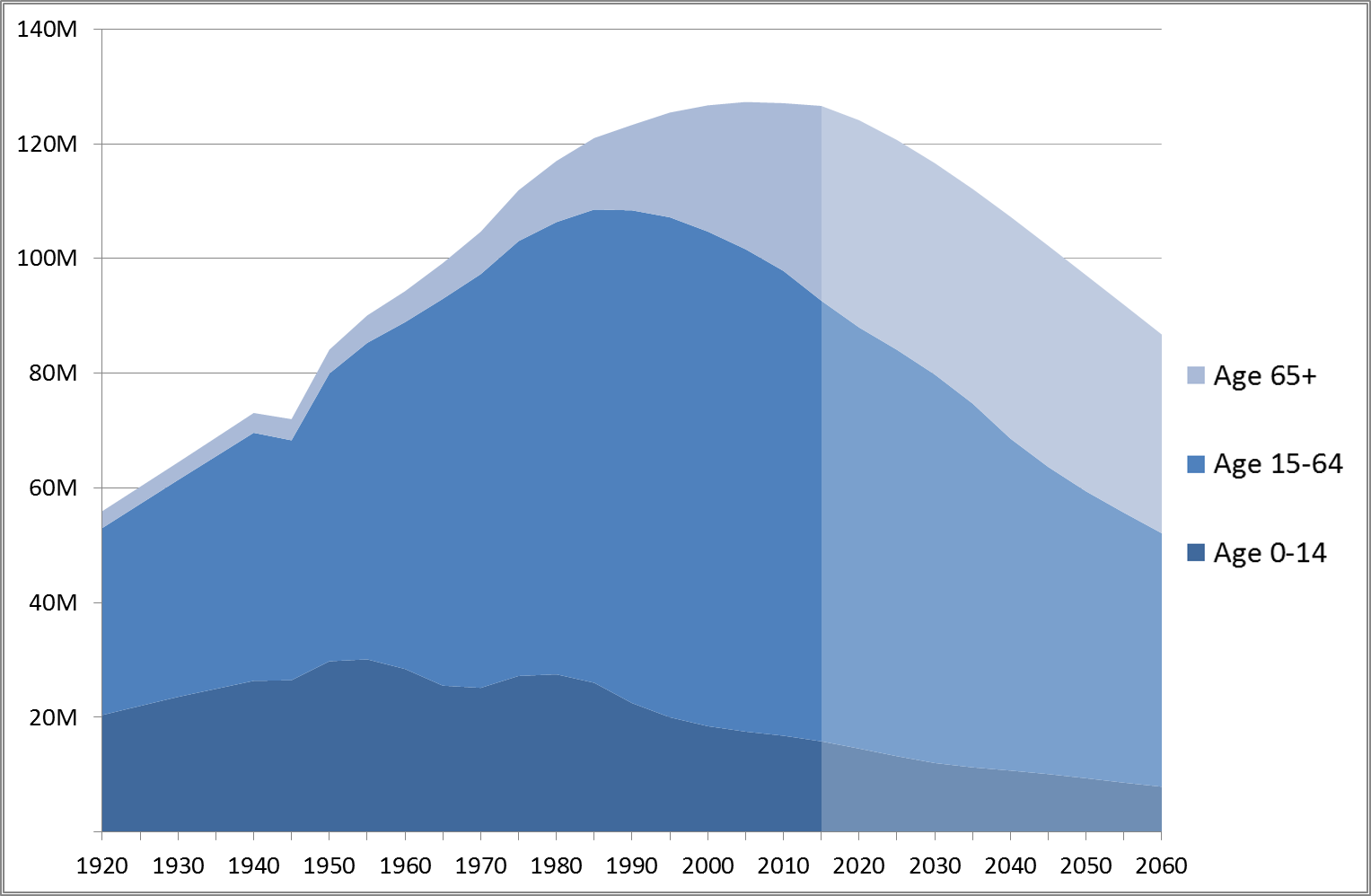
Població del Japó des de 1920 fins a 2010, amb projeccions de població fins al 2060

Els freeters no tenen els avantatges de l'afiliació sindical, que els donaria una certa protecció legal contra l'acomiadament.
Mentre són joves, els freeters viuen habitualment amb els seus pares i tenen ingressos disponibles que, d'altra manera, haurien de destinar al lloguer. La seva despesa ajuda al sector manufacturer de l'economia japonesa.
En viure a la mateixa casa que els seus pares i sovint no tenir cotxe, els freeters tenen un impacte molt menor en el medi natural que els membres d'"alt consum" de la societat, que tenen cotxes.
Un gran nombre de treballadors que intenten iniciar una carrera als seus trenta anys pot tenir un impacte significatiu en la cultura corporativa actual del Japó. Pot canviar les pràctiques de contractació i ocupació, sobretot perquè els demògrafs prediuen una futura escassetat de mà d'obra a causa de l'envelliment de la població del Japó .
Molts freeters masculins tenen dificultats per casar-se a causa dels seus baixos ingressos. Per tant, poden tenir fills més tard a la vida, o no tenir-ne en absolut. Això agreujarà encara més la baixa taxa de natalitat al Japó i agreujarà els problemes socials i econòmics relacionats amb l'envelliment de la població, com ara el finançament insuficient del sistema de pensions japonès. A dia d'avui, els freeters contribueixen poc o gens al sistema de pensions.
El govern japonès ha establert una sèrie d'oficines anomenades Young Support Plaza per ajudar els joves a trobar feina. Aquestes oficines ofereixen formació bàsica per a la recerca de feina: ensenyar als joves a redactar un currículum i a comportar-se durant les entrevistes.

## ElsFreetersa la cultura popular i els mitjans de comunicació
A partir de la dècada de 1980, els programes de televisió van romanticitzar el paper de freeters en programes com Shomuni . Els freeters de la cultura popular es representen principalment com a dones i els treballs mostrats són de treballs autònoms més prestigiosos com la il·lustració d'anime o el desenvolupament de programari, ignorant en gran manera els homes, els empleats de cadenes de menjar ràpid i altres treballs orientats als serveis.
Els mitjans de comunicació representen els freeters com a joves mandrosos i irresponsables o com a víctimes dels problemes econòmics de la reestructuració empresarial i la recessió.